# Tanmatra
Tanmātra  (devanāgarī : तन्मात्र) est un terme sanskrit qui désigne, dans la philosophie du Sāṃkhya, un élément subtil (substance ou objet de perception). Il y a cinq tanmātra correspondant respectivement aux cinq bhūta ou mahābhūta qui sont le résultat de leur évolution. Les tanmātra font partie des vingt-cinq principes (tattva) énumérés et exposés dans la Sāṃkhya Kārikā composée par Īśvarakṛṣṇa.

## Cinq tanmatra
Les cinq tanmātra sont selon la terminologie en sanskrit translittéré (En langue romane suivi du sanskrit en devanāgarī):
- Śabda (शब्द): le son ou substance de perception de l'ouie (śrotra);
- sparśa (स्पर्श): le toucher ou substance de perception du toucher (tvak);
- rūpa (रूप): la forme ou substance de perception de la vue (cakṣus);
- rasa (रस): la saveur ou substance de perception du goût (jihvā);
- gandha (गन्ध): l'odeur ou substance de perception de l'odorat (ghrāṇa).

## Place des cinq tanmātra dans le Sāṃkhya
Dans le samkhya les tanmātra apparaissent après manas, font partie du corps subtil et sont les potentialités des sens; d'eux naissent les organes des sens, les organes d'actions et les cinq éléments.